# Тауриайнен, Джими
Джими Вейкко Тауриайнен (фин. Jimi Weikko Tauriainen; род. 9 марта 2004, Хельсинки) — финский футболист, полузащитник клуба «Челси».

## Клубная карьера
Тауриайнен — воспитанник клубов «Вильд», ХИК и английского «Челси». 28 февраля 2024 года в поединке Кубка Англии против «Лидс Юнайтед» Джими дебютировал за основной состав последних. 2 мая в матче против «Тоттенхэм Хотспур» он дебютировал в английской Премьер-лиге. 